# Sint-Victorkerk (Damme)
De Sint-Victorkerk is een rooms-katholiek kerkgebouw in de stad Damme in de Duitse deelstaat Nedersaksen. Vanwege zowel de grootte als het belang voor de regio wordt de kerk in de volksmond Dammer Dom genoemd.

## Geschiedenis
De kerk van Damme werd in de 8e eeuw door Wiho I (Groter-Friesland, 772 - Osnabrück, 20 april 804/805), de eerste bisschop van Osnabrück, als de moederkerk van het oudsaksische gouw Dersi gesticht. De kerk kreeg het patrocinium van Victor van Xanten.
Kerkelijk behoorde Damme tot het diocees Osnabrück, maar politiek viel het in 1252 toe aan het hoogstift Münster hetgeen tot veelvuldige conflicten leidde. In 1666 verkreeg prins-bisschop Christoph Bernhard von Galen (Bommen Berend) ook het kerkelijk gezag over het nederstift.
Na de afschaffing van de geestelijke prinsdommen en het Congres van Wenen werden als gevolg van de pauselijk bullen De salute animarum (1821) en Impensa Romanorum Pontificum de katholieke parochies van groothertogdom Oldenburg aan het bisdom Münster toegewezen, dat in Vechta een officialaat inrichtte.

## Architectuur
De grote neogotische hallenkerk met dwarsschip werd tussen 1904 en 1906 gebouwd naar ontwerp van Heinrich Flügel.
Om plaats te maken voor de nieuwbouw werd in 1903 een vroeggotische hallenkerk uit 1435 afgebroken. Dit ging gepaard met een lange discussie over het lot van de met veldstenen gebouwde romaanse toren uit de 13e eeuw. Ondanks de reeds geplande neogotische toren, werd bij de voltooiing van de bouw in 1905 ten slotte gekozen voor het behoud van de oude toren.
Tegenwoordig verheft de oude toren zich als die van een middeleeuwse kathedraal boven de bebouwing van Damme en is daarmee het symbool van de stad. De voet van de toren met een romaans rondboogportaal, de vroegere hoofdingang van de kerk, stamt uit de tijd van rond 1300. Het middelste deel van de toren is gotisch, terwijl de barokke bekroning na een grote stadsbrand in 1693 werd geplaatst.

## Interieur
Van het interieur van de voorloper werd in 1906 slechts het hooggotische sacramentshuis van 1501 en het romaanse doopvont uit 1150 overgenomen. In de kapel in de oude toren bevindt zich een herdenkingplek voor de gevallenen in de beide wereldoorlogen.
Bijzonder bezienswaardig zijn de fraaie vensters, het romaanse doopvont uit de 12e eeuw, het sacramentshuisje uit de 15e eeuw en talrijke kunstwerken uit de 19e en begin 20e eeuw.
Het orgel werd in 1975 door de orgelbouwer Alfred Führer uit Wilhelmshaven gebouwd. Het instrument heeft 40 registers verdeeld over drie manualen en pedaal. De speeltracturen zijn mechanisch, de registertracturen elektrisch. Bijzonderheden zijn het grote Frans-romantische zwelwerk en het glockenspiel.

## Afbeeldingen

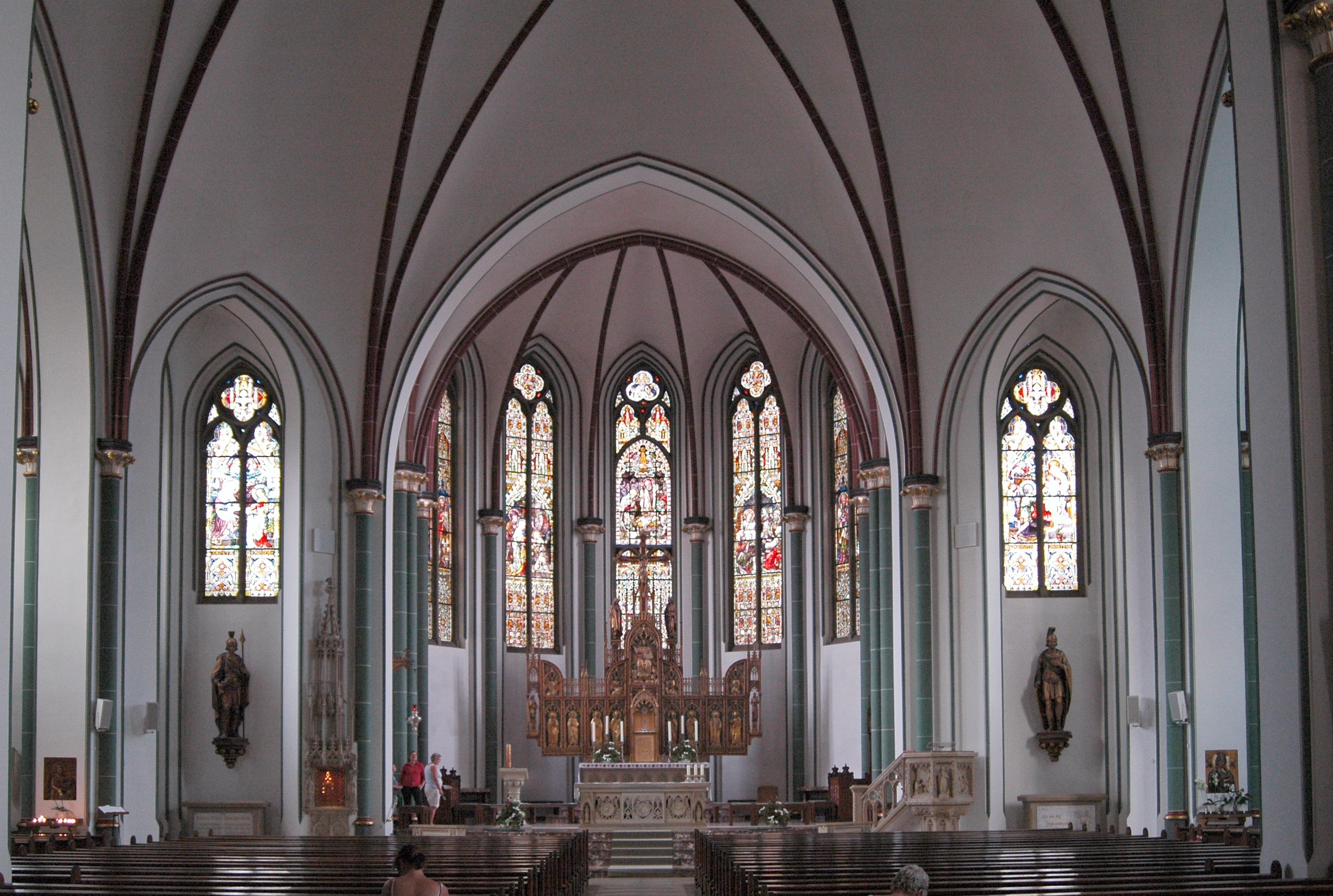
Interieur
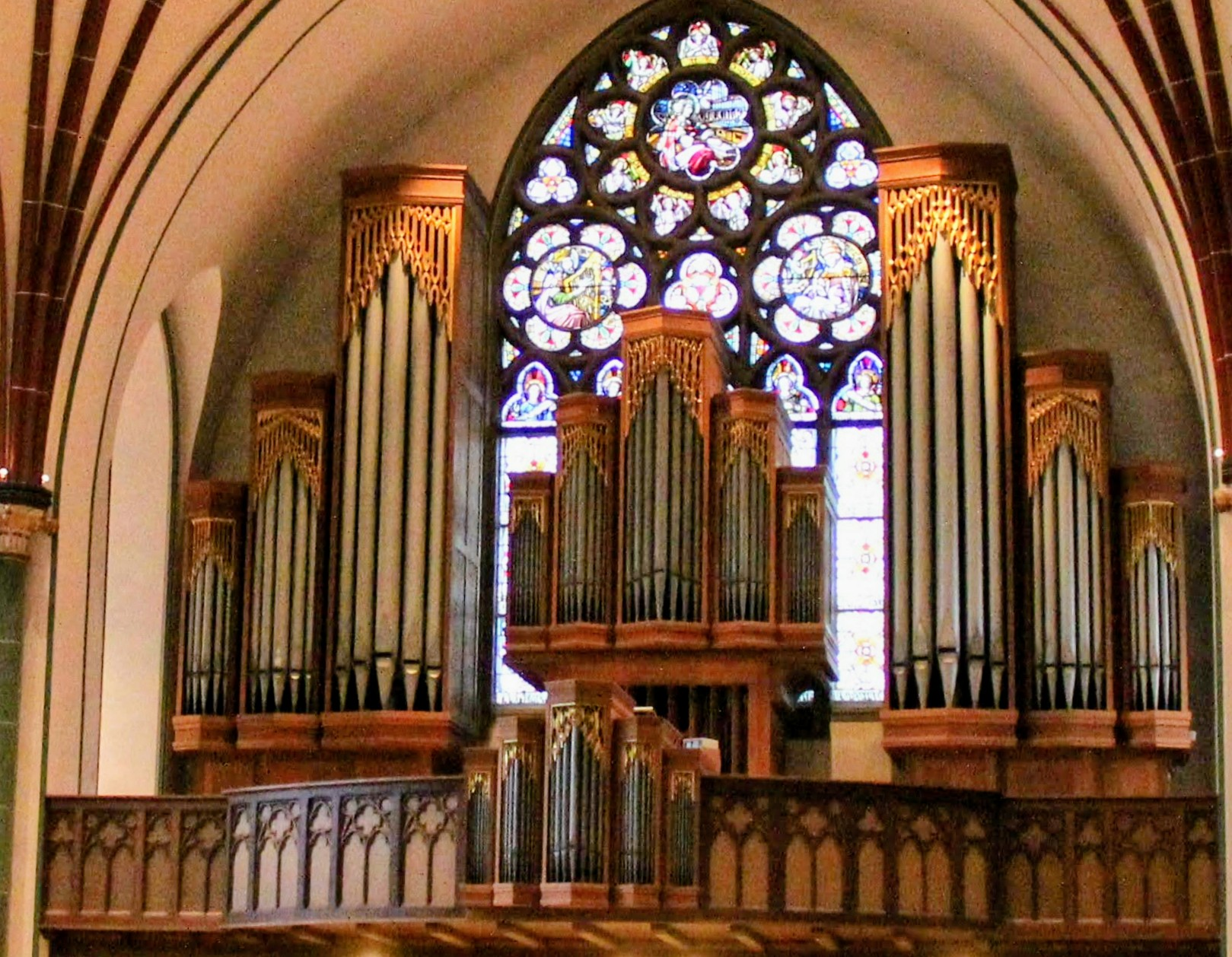
Orgel
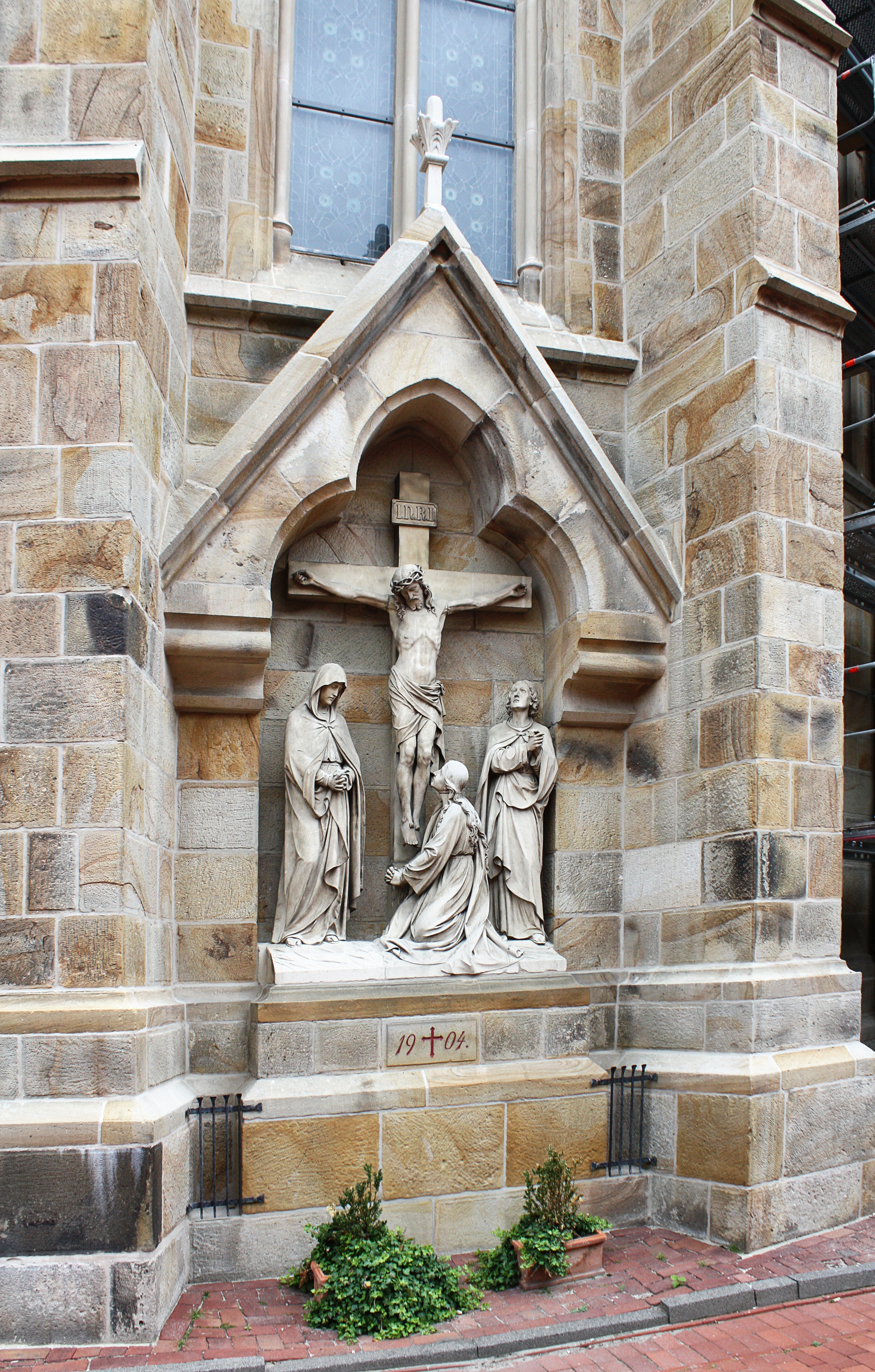
Kruisigingsgroep
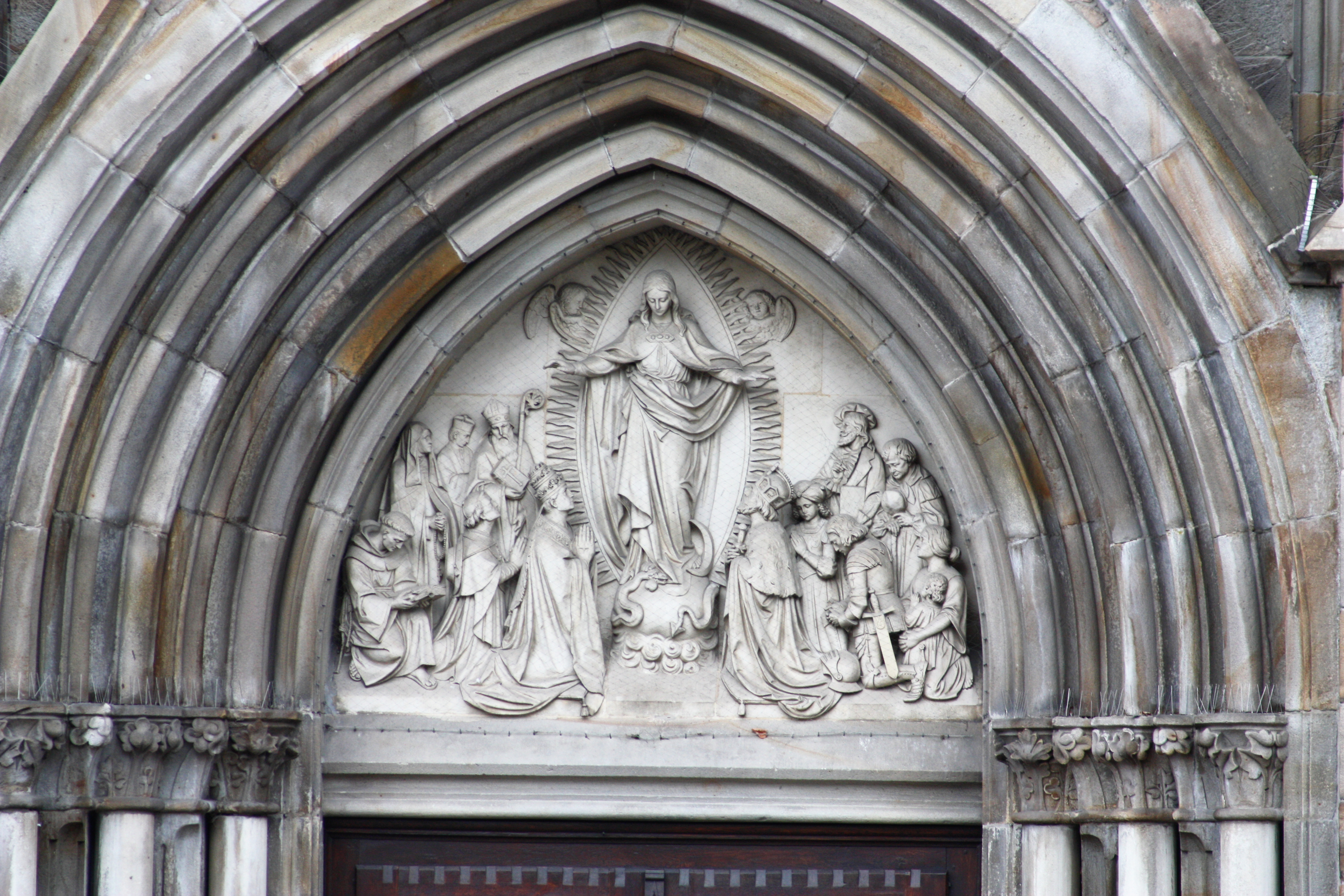
Timpaan